# 小城子镇 (梨树县)
小城子镇，是中华人民共和国吉林省四平市梨树县下辖的一个乡镇级行政单位。

## 行政区划
小城子镇下辖以下地区：
新城社区、爱德村、长山村、船口村、大桥村、东河山村、六屋村、平庄村、亲仁村、土龙村、围子村、西道村、西河山村、新家村、新农村、友贤村、中央堡村、大房身村、二里界村、张家窝堡村、庆东村、同庆村、江东道村和高山村。